# 唐·羅薩
基诺·当·雨果·罗萨（Keno Don Hugo Rosa，1951年6月29日—），简称当·罗萨（Don Rosa），是一位美国漫画家和插画家，他曾為迪士尼漫画創作了不少故事，这些故事涉及史高治·麦克达克、唐老鸭等角色。
罗莎於1987年至2006 年间创作了大约90个漫畫故事。 1995年，他的作品《史高治的光辉岁月》获得艾斯納獎“最佳连载故事”獎。